# A40-190W
A40-190W – kineskop monochromatyczny z zabezpieczeniem przeciwimplozyjnym, wykorzystywany do produkcji telewizorów w latach 70. XX wieku, produkowany przez Zakład Kineskopów Monochromatycznych Zelos należący do zjednoczenia Unitra.

## Parametry
Parametry kineskopu według normy branżowej BN-74/3371-53:

### Elektryczne
- Kąt odchylenia w płaszczyznach:
  - przekątnej – 110°
  - poziomej – 99°
  - pionowej – 82°
- Pojemność siatka 1 – pozostałe elektrody – 7 pF
- Pojemność katoda – pozostałe elektrody – 5 pF
- Pojemność anoda – przewodzące pokrycie zewnętrzne – 500–1200 pF
- Pojemność anoda – obejma zabezpieczenia przeciwimplozyjnego – 400 pF
- Napięcie żarzenia – 6,3 V
- Prąd żarzenia – 300 mA
- Napięcie anody – 12 kV
- Napięcie siatki 4 (ogniskującej) – 0–400 V
- Napięcie siatki 2 – 400 V
- Napięcie odcięcia – −77 – −40 V
- Indukcja magnesu centrującego – 0–0,001 T

### Optyczne
- Czas poświaty – 10 ms
- Przepuszczalność światła szkła czoła ekranu – 50%

### Mechaniczne
- Wymiary powierzchni użytecznej:
  - szerokość – 319,3 mm
  - wysokość – 239,5 mm
  - przekątna – 378,2 mm
  - maksymalna długość – 281 mm
- Masa – 5 kg

## Modele telewizorów z zastosowanym kineskopem A40-190W
- Neptun 212
- Neptun 212A
- Neptun 221